# Współczesny gladiator
Współczesny gladiator (ang. Shootfighter: Fight to the Death) – amerykański film akcji z 1992 roku.

## Treść
Lee, jest jednym z nielicznych kaukaskich zawodników, któremu udaje się zajść bardzo daleko w nielegalnych walkach rozgrywanych co roku w Azji, połączenia różnych stylów walki nazywanych ''shootfighting'' w tym karate i boksu. Podczas walk zawodnik jest zobowiązany całkowicie znokautować swojego przeciwnika, albo zmusić go do poddania, lecz śmierć przegranego może wynikać z czysto przypadkowej konfrontacji, nie można celowo zabić na ringu bezbronnego oponenta, gdy walka jest przesądzona lub przerwana na wyraźny sygnał sędziego. Podczas półfinałowego pojedynku ubiegłoroczny mistrz świata shootfightingu wielki mistrz Shingo wygrywa bez większych problemów swoją półfinałową walkę z Changem, nokautując go kopniakiem w podbródek i tym samym kwalifikuje się do finału drugi rok z kolei. Lee natomiast wygrywa swoją walkę w bardzo brutalny sposób – zabija swojego półfinałowego przeciwnika o imieniu 'Po' wyrywając mu krtań, patrząc przy tym na reakcję Shingo. Mimo przerwania walki i dawania sygnałów przez sędziego Po umiera na ringu. Zmarły na arenie Po to przyjaciel Shingo. Lee zostaje wówczas natychmiast wykluczony z walk, traci szansę na finał i ma dożywotni zakaz walk w Hongkongu, automatycznie Shingo zostaje ponownie mistrzem. Po latach wypędzenia Lee wyjeżdża wówczas do Meksyku, gdzie sponsoruje i organizuje swój własny turniej, w którym nie obowiązują żadne reguły i w którym walczy się do śmierci przeciwnika, czy to w walce wręcz lub bronią białą.
Tymczasem Shingo, dawny wróg Pana Lee, próbując zapomnieć o walkach w Azji, po latach osiedla się w USA w Kalifornii prowadzi tam razem ze swoją matką azjatycką restaurację i pomaga prowadzić szkołę walki Rubenowi trenując dzieci i młodzież w sztukach walki. Gdy Ruben wygrywa miejskie zawody, wysłannik Lee szukając po zawodach i szkołach walki nowych talentów proponuje mu uczestnictwo w nielegalnych zawodach w Meksyku. Naiwny chłopak skuszony chęcią szybkiego zarobku i sprawdzenia się w nieco agresywniejszej odmianie walk godzi się na wyjazd przekonując również swojego przyjaciela – brata Cheryl, nie wiedząc, że jest to śmiertelna pułapka, walka z najlepszymi zawodnikami na świecie. Gdzie dalsze uczestnictwo gwarantuje tylko śmierć przegranego. Po wyjeździe obu przyjaciół zmartwiona Cheryl idzie i pyta się Shingo o formę walk shootfighting, obejrzaną na kasecie VHS którą dostarczył jeden z mocodawców Lee. Shingo wie, że przeznaczenie go znalazło i czeka go wyprawa do Meksyku, aby definitywnie wyłonić prawdziwego i najlepszego mistrza sprzed lat.

## Główne role
- Bolo Yeung – Mistrz Shingo
- William Zabka – Ruben
- Michael Bernardo – Nick Walker / uczeń Shingo
- Martin Kove – Pan Lee
- Edward Albert – Pan C /prawa ręka Pana Lee
- James Pax – Teng / menadżer zawodników
- Roger Yuan – Po
- Richard Eden – Ellison
- Maryam d’Abo – Cheryl Walker / narzeczona Rubena
- Sigal Diamant – Jill / dziewczyna Nicka
- Joe Son – Chang / przeciwnik Shingo
- Chris Casamassa – Creon
- Dennis Keiffer – Shootfighter
- Hakim Alston – Champion / obecny mistrz Shootfightingu organizowanego przez Lee
- Kenn Scott – Eddie
- Gerald Okamura – Sędzia
- Thunderwolf – Hawk
- Danny Steele – Uliczny Zbir